# Kamienny Bród (województwo lubuskie)
Kamienny Bród – osada leśna w Polsce położona w województwie lubuskim, w powiecie słubickim, w gminie Rzepin, w sołectwie Gajec.
W latach 1975–1998 leśniczówka administracyjnie należała do województwa gorzowskiego.
Leśniczówka położona jest przy drodze lokalnej Nowy Młyn – Rzepinek, koło Nowego Młyna.